# Миничин Ріг
Мини́чин Ріг — заповідне урочище в Україні. Розташоване в межах Бобровицької міської громади Ніжинського району Чернігівської області, на північний захід від села Браниця. 
Площа 190 га. Статус присвоєно згідно з рішенням Чернігівського облвиконкому від 27.04.1964 року № 236; від 10.06.1972 року № 303; від 27.12.1984 року № 454; від 28.08.1989 року № 164. Перебуває у віданні ДП «Ніжинське лісове господарство» (Кобижчанське л-во, кв. 67, 68). 
Статус присвоєно для збереження частини лісового масиву віком 60-70 років з насадженнями дуба. У домішку — береза, сосна. У підліску – крушина ламка, малина. У трав'яно-чагарничковому ярусі зростають види супутники сосни і дуба. 